# Dębowiec (województwo świętokrzyskie)
Dębowiec – wieś sołecka w Polsce położona w województwie świętokrzyskim, w powiecie pińczowskim, w gminie Działoszyce.
W latach 1975–1998 miejscowość administracyjnie należała do województwa kieleckiego.

## Historia
Według spisu powszechnego z roku 1921 kolonia Dębowiec posiadała 13 domów i 94 mieszkańców.
Zobacz też inne miejscowości o nazwie Dębowiec w Słowniku → Dębowiec (województwo świętokrzyskie), [w:] Słownik geograficzny Królestwa Polskiego, t. II: Derenek – Gżack, Warszawa 1881, s. 26.